# Himmelmoor

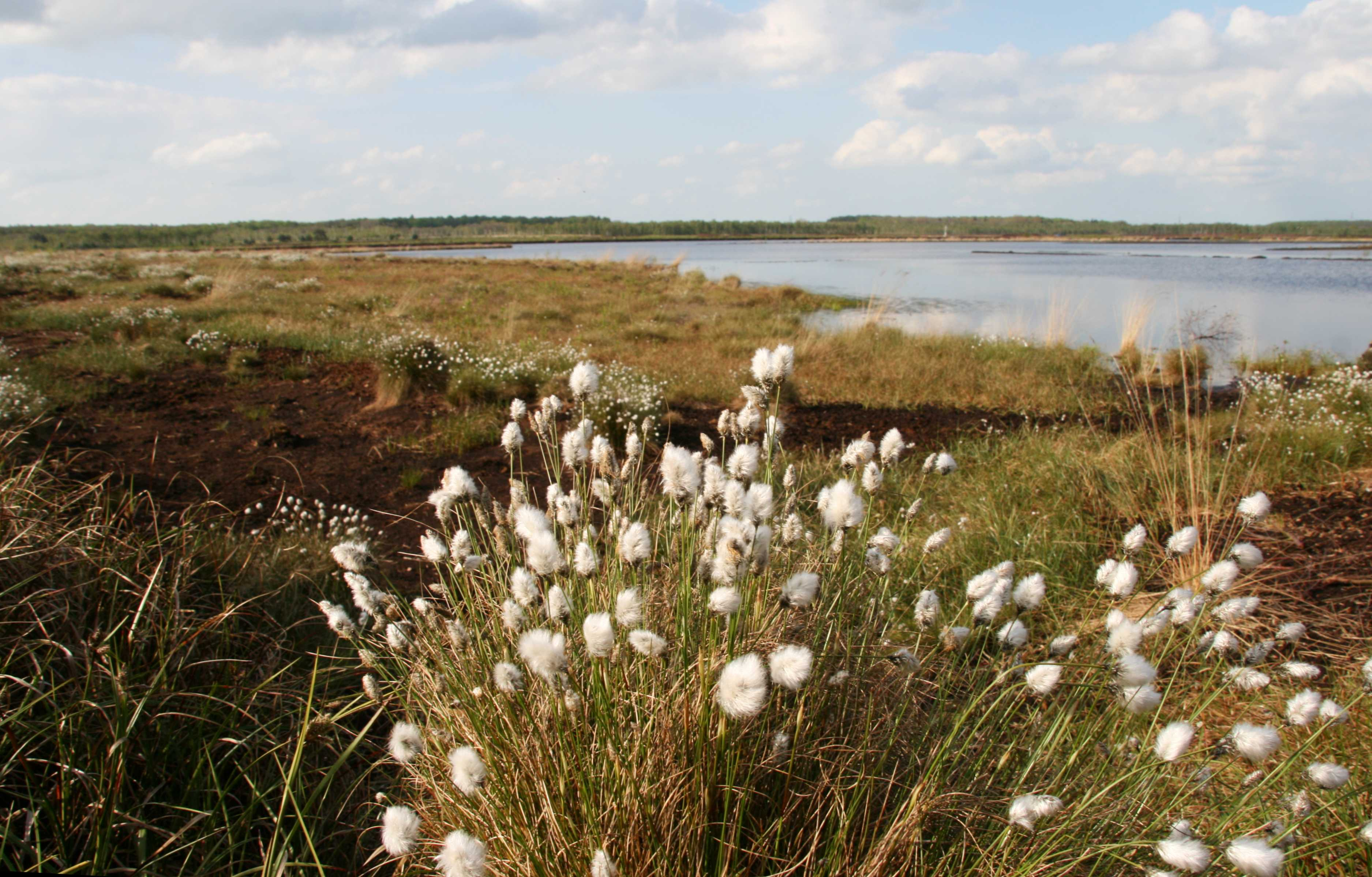
Wollgräser an einer wiedervernässten Fläche im Himmelmoor

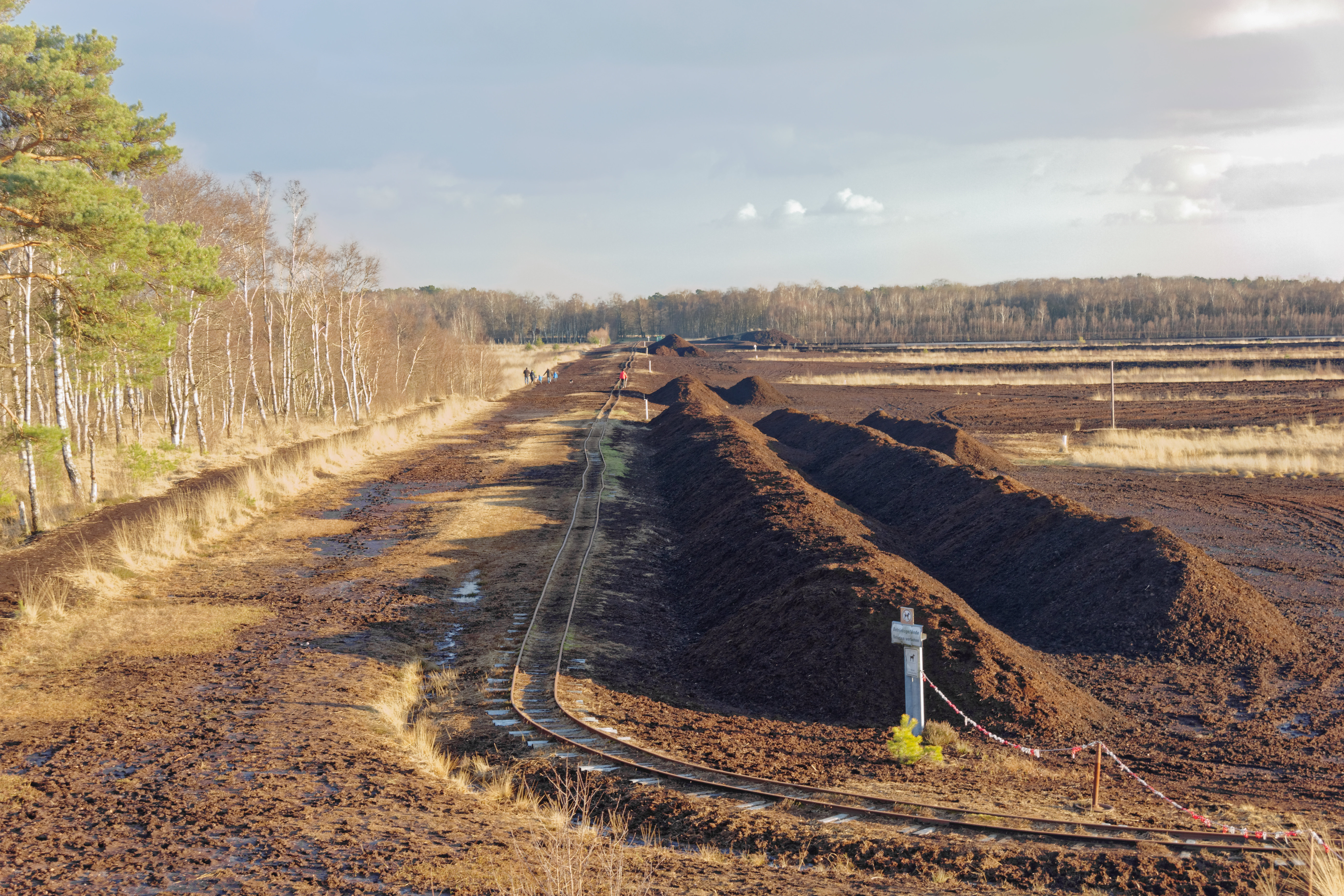
Torfbahn und Abbaufläche im Himmelmoor im Jahr 2016

Das Himmelmoor liegt in Quickborn und angrenzenden Gemeinden im Kreis Pinneberg. Mit ursprünglich rund 600 Hektar Mooroberfläche war es das größte Hochmoor Schleswig-Holsteins.
Bis 2018 wurde im Moor noch Torf abgebaut. Laut einem Vertrag aus dem Jahre 1919 sollte der Torfabbau so lange weitergehen, bis das Moor vollständig verschwunden ist. Der Abbau wurde jedoch im Jahr 2018 vorzeitig beendet, ursprünglich war dieser bis 2020 vorgesehen. Bereits zuvor wurde aber die schrittweise Renaturierung des Himmelmoors betrieben.
Flächen im Nordteil des Himmelmoores wurden bereits wiedervernässt. Es gibt zwei Rundwanderwege, auf denen man sich über das Moor informieren kann, einen Wanderweg auf den Spuren der Torfbahn und seit 2012 einen Reitweg rund um das Moor. Mehrere Aussichtsplattformen erlauben einen Überblick über die Parzellen. An manchen Wochenenden sind auch Rundfahrten mit der Lorenbahn möglich.
Die Randbereiche des Himmelmoors liegen – zusammen mit dem Kummerfelder Gehege und der Bilsbek-Niederung – im FFH-Gebiet Himmelmoor, Kummerfelder Gehege und angrenzende Flächen (Kennung DE-2224-391), wodurch sie zum europäischen Schutzgebietsnetz Natura 2000 gehören. Ausgenommen war jedoch der Kernbereich des Moors, der noch bis 2018 abgetorft wurde und teilweise schon wiedervernässt ist. Dieser Bereich liegt seit 1969 im Landschaftsschutzgebiet LSG des Kreises Pinneberg. Im Jahr 2022 wurden auch der Kernbereich sowie Teile der umliegenden Bereiche, die zuvor schon FHH-Gebiet waren, als Naturschutzgebiet ausgewiesen.

## Fauna

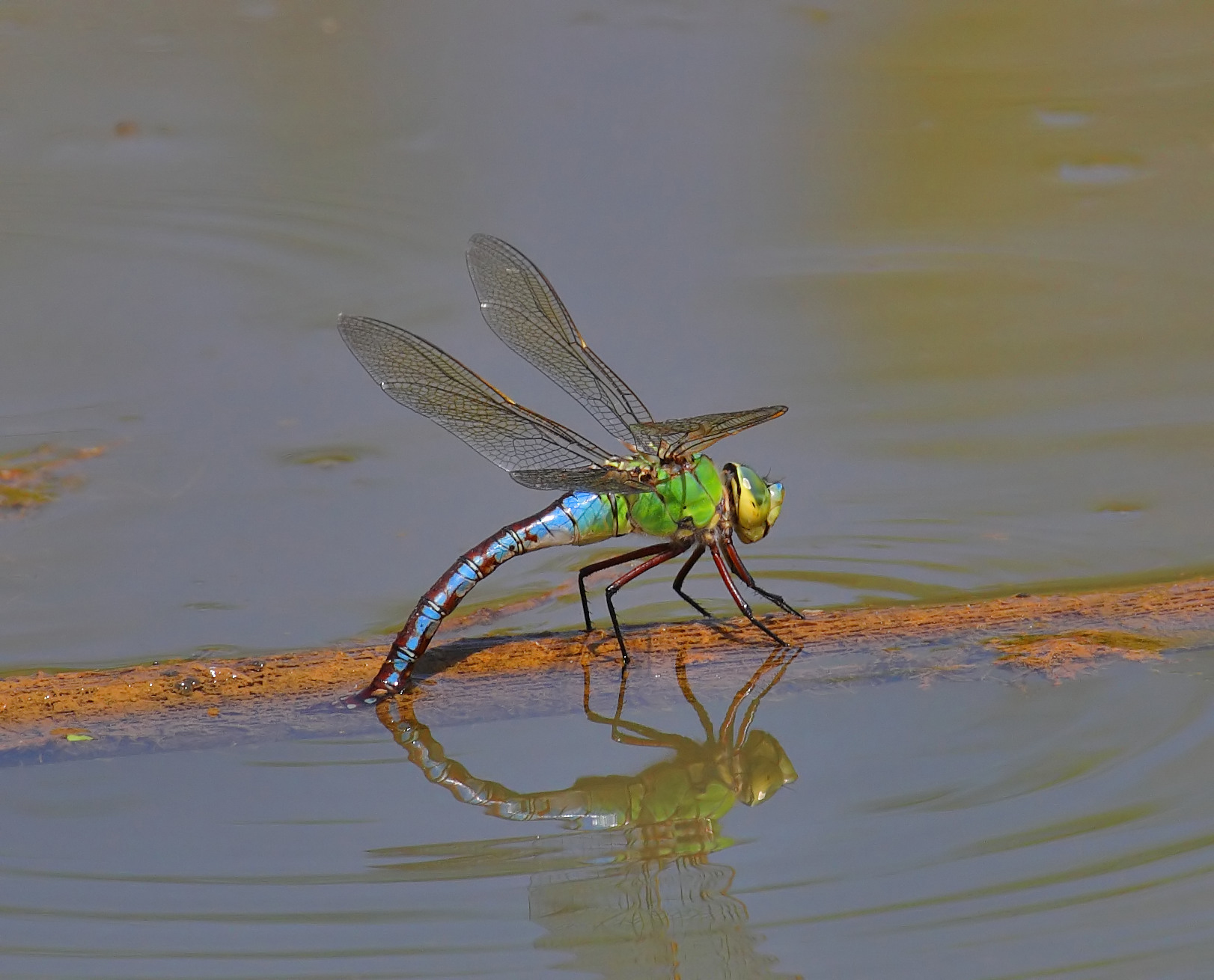
Eine Große Königslibelle

Das Moor und die umliegenden Gebiete sind reich an verschiedenen Vogelarten, die teilweise sehr selten in Deutschland sind. Es leben Wasservögel wie Sumpfmeise, Eisvogel, Blässralle, Krickente sowie Weißstorch und Kraniche in den Feuchtflächen. Daneben gibt es Wachtelkönig, Zwergschnäpper, Schwarzstirnwürger, Mittelspecht, Schwarzspecht und Uhu in den bewaldeten Bereichen. Zugvögel wie Graugänse nutzen das Moor als Zwischenstation. Vögel, die im Moor leben, sind unter anderem Rotmilan, Wespenbussard, Mäusebussard und Turmfalke. Im Moor leben verschiedene Libellenarten wie die Weidenjungfer und Edellibellen wie die Große Königslibelle. Daneben gibt es noch andere Insektenarten wie Hornissen. Auch verschiedene Reptilien und Amphibien kommen vor, unter anderem die Schlangenarten Schlingnatter und Kreuzotter sowie die Kreuzkröte und verschiedene Frösche.

## Flora

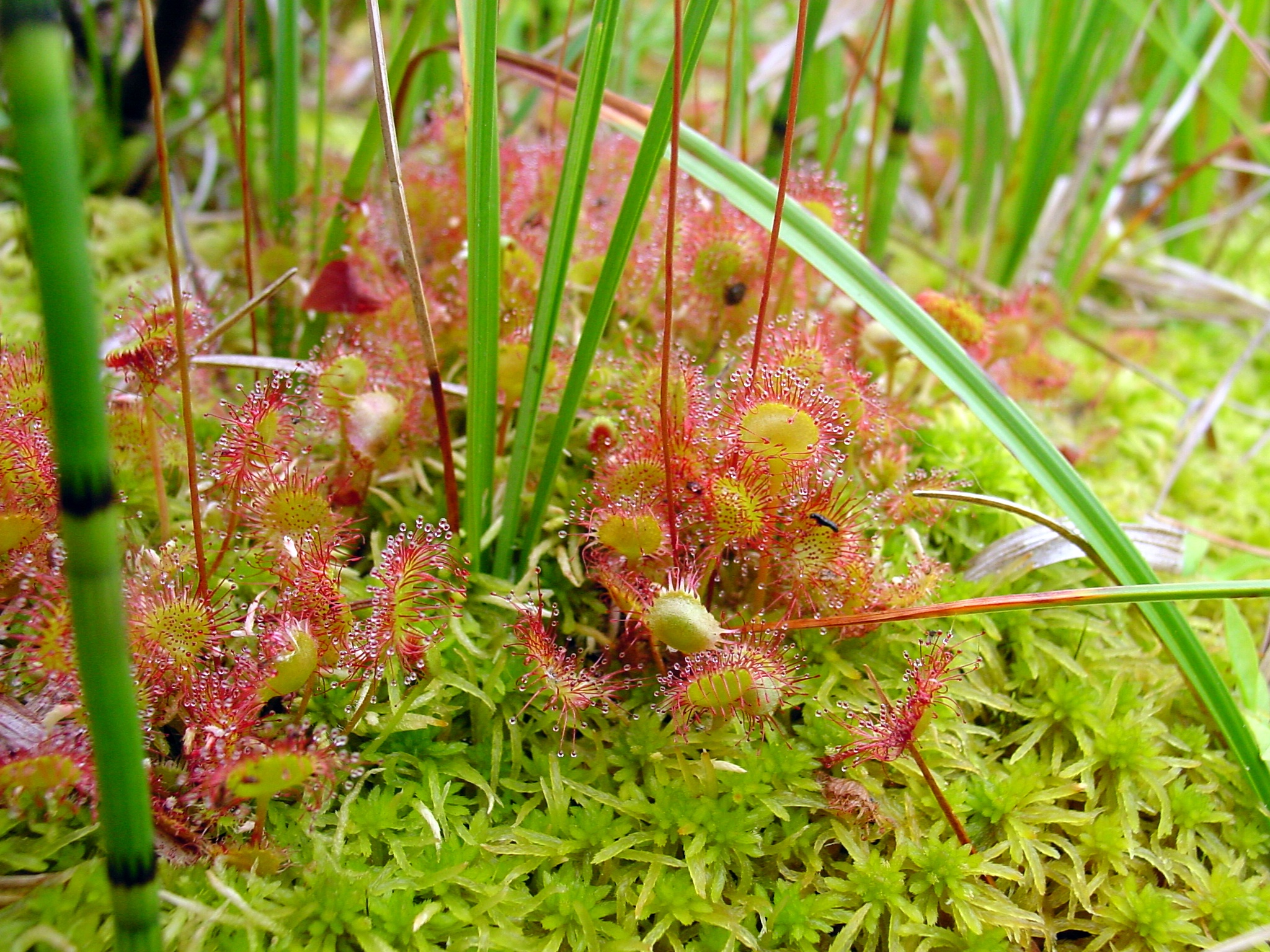
Rundblättriger Sonnentau

Der Sonnentau, eine fleischfressende Pflanze, wächst im Moor. Schlenken aus Torfmoosen und Moorwälder kommen im Südosten des Himmelmoores vor, wie auch Wollgräser und Schnabelriede.
Das nahe Kummersfelder Gehege, im gleichen Schutzgebiet wie das Himmelmoor, besteht zu großen Teilen aus bodensauren Buchenwäldern, kleine Flächen sind Waldmeister-Buchenwald. Der feuchte Teil des Waldes ist mit Eschen durchsetzt; wo der Boden mager ist, kommt Birken-Eichenwald vor. Auf den sauren Böden wachsen Binsengewächse wie Wald-Hainsimse, Draht-Schmiele (ein Süßgras) und Heidelbeeren. In der artenreichen Krautschicht gibt es verschiedene Perlgräser und Waldbingelkraut, aber auch Blütenpflanzen wie die Goldnessel.
Auf den Flächen rund um das Zentrum des Moores, wo kein Torf mehr abgebaut wird, hat sich ein Bruchwald aus Moor-Birken entwickelt. Diese Birkenwälder sterben durch die vorangehende Vernässung langsam ab, dies ist gut, um den ursprünglichen Moorcharakter wiederherzustellen.

## Geschichte

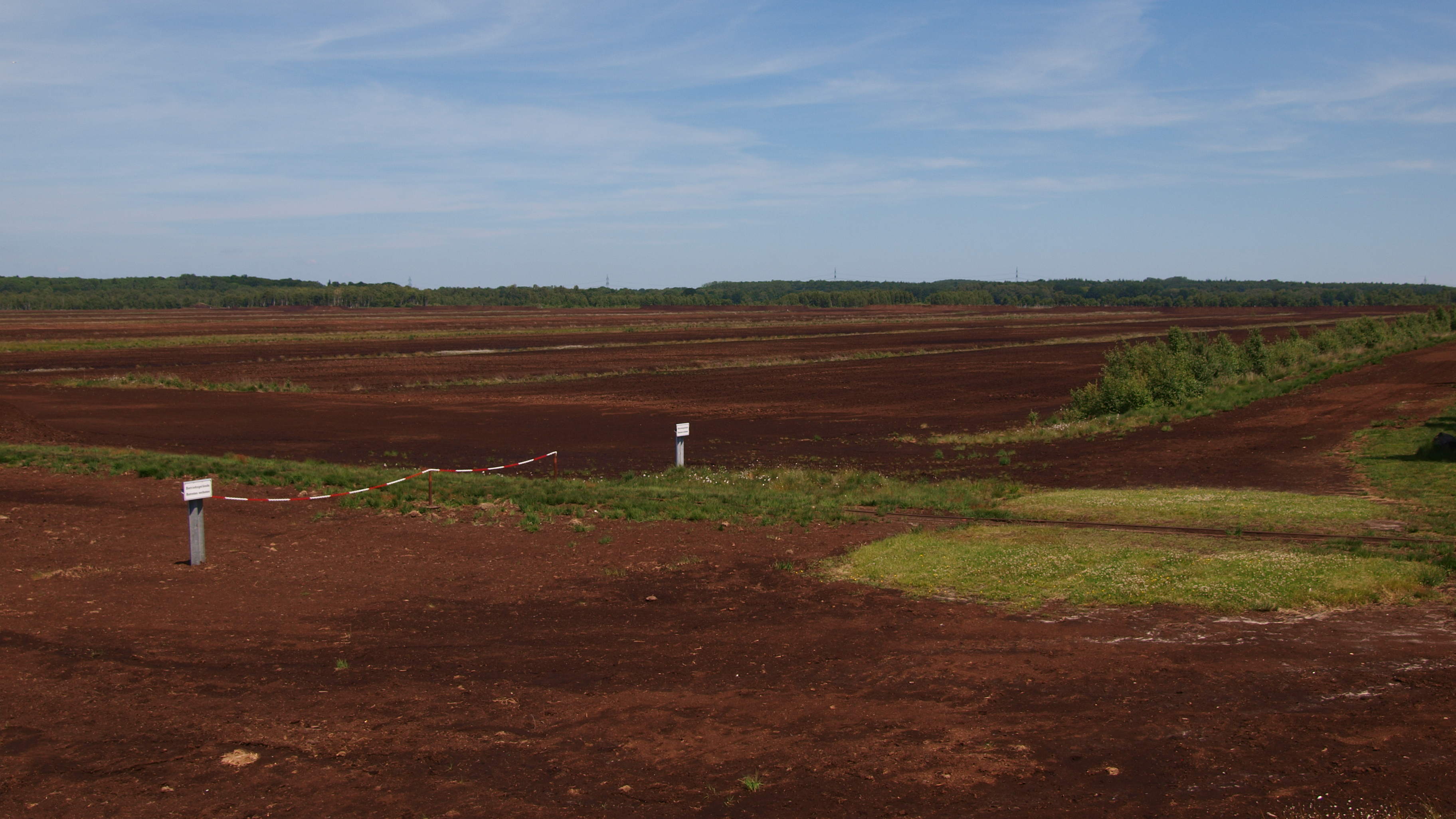
Die Abbaufläche im Kernbereich des Himmelmoores im Jahr 2012

Die Urbarmachung des Himmelmoores begann um 1780. Die Ränder des Moores wurden in 1000–5000 Quadratmeter große Parzellen aufgeteilt und an Bauern der benachbarten Dörfer Bilsen, Borstel-Hohenraden, Hemdingen, Quickborn und Renzel zum Torfabbau übertragen. In den 1870er Jahren begann der industrielle Torfabbau unter Zuhilfenahme von Maschinen im Zentrum des Moores.

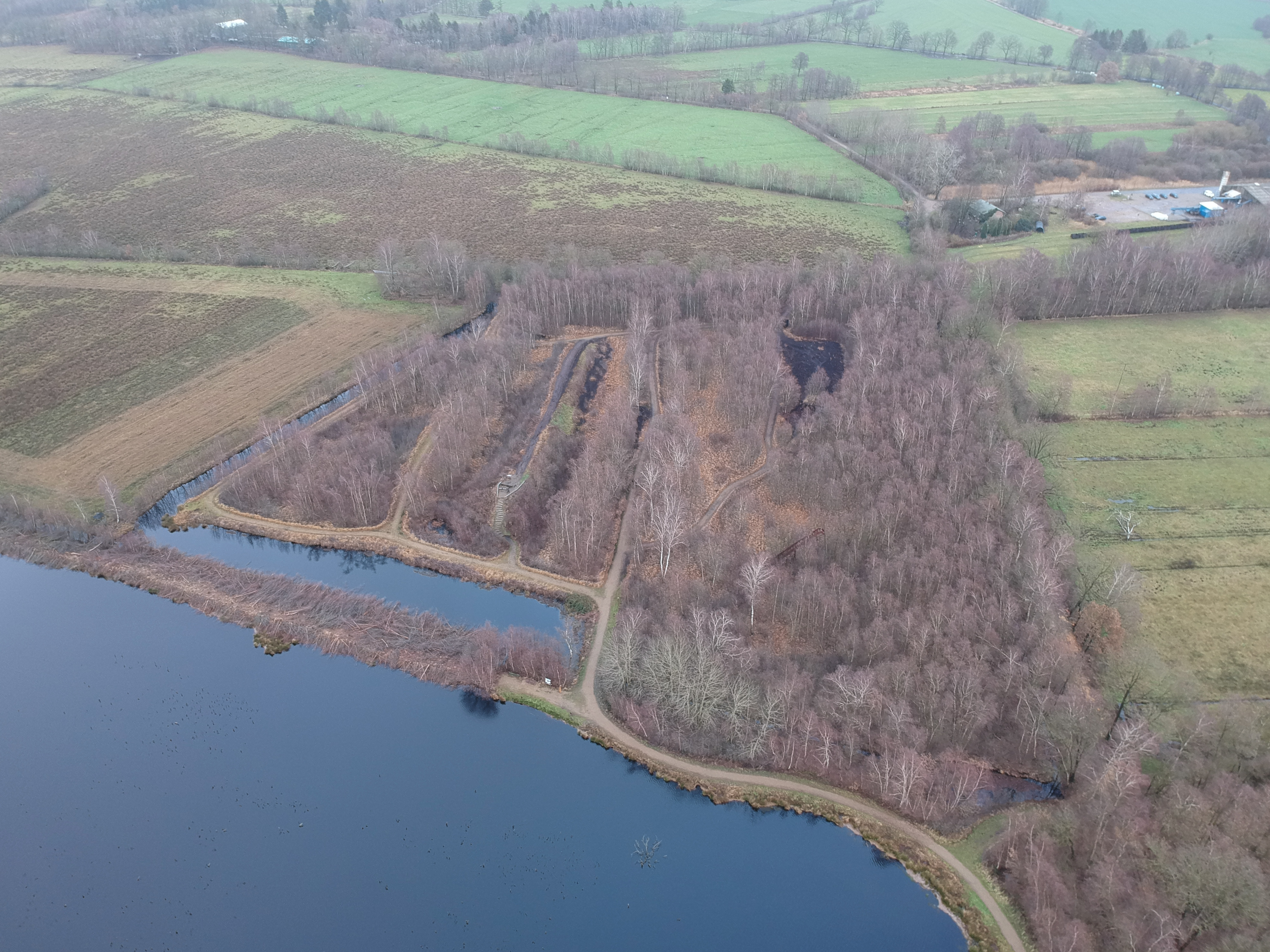
Aussichtsplattform aus der Luft

Seit 1915 wurde dort ein Arbeitslager für Strafgefangene, die von dem Zentralgefängnis Rendsburg als Torfarbeiter angefordert werden konnten, betrieben. Im Zweiten Weltkrieg gab es neben dem Strafgefangenen-Arbeitslager ein Kriegsgefangenenlager, in dem französische und sowjetische Kriegsgefangene sowie politische Gefangene als Zwangsarbeiter zur Torfgewinnung eingesetzt wurden. Innerhalb dieses Kriegsgefangenenlagers bestand ein weiteres, separates Lager, in dem mindestens 53 jüdische Kriegsgefangene untergebracht waren. Auch sie wurden zur Torfgewinnung eingesetzt und bildeten das Kriegsgefangenen-Arbeitskommando 1416. Das Gebäude, in dem sie untergebracht waren, steht heute noch in nahezu unverändertem Zustand. Eine kleine Gedenktafel befindet sich vor dem Eingang des Gebäudes.
Zwischen den Weltkriegen und noch bis in die 1980er Jahre haben Strafgefangene der Justizvollzugsanstalt Neumünster im Offenen Vollzug im Himmelmoor Torf abgebaut. Seit 1960 wurde der Weißtorf auch maschinell abgebaut.

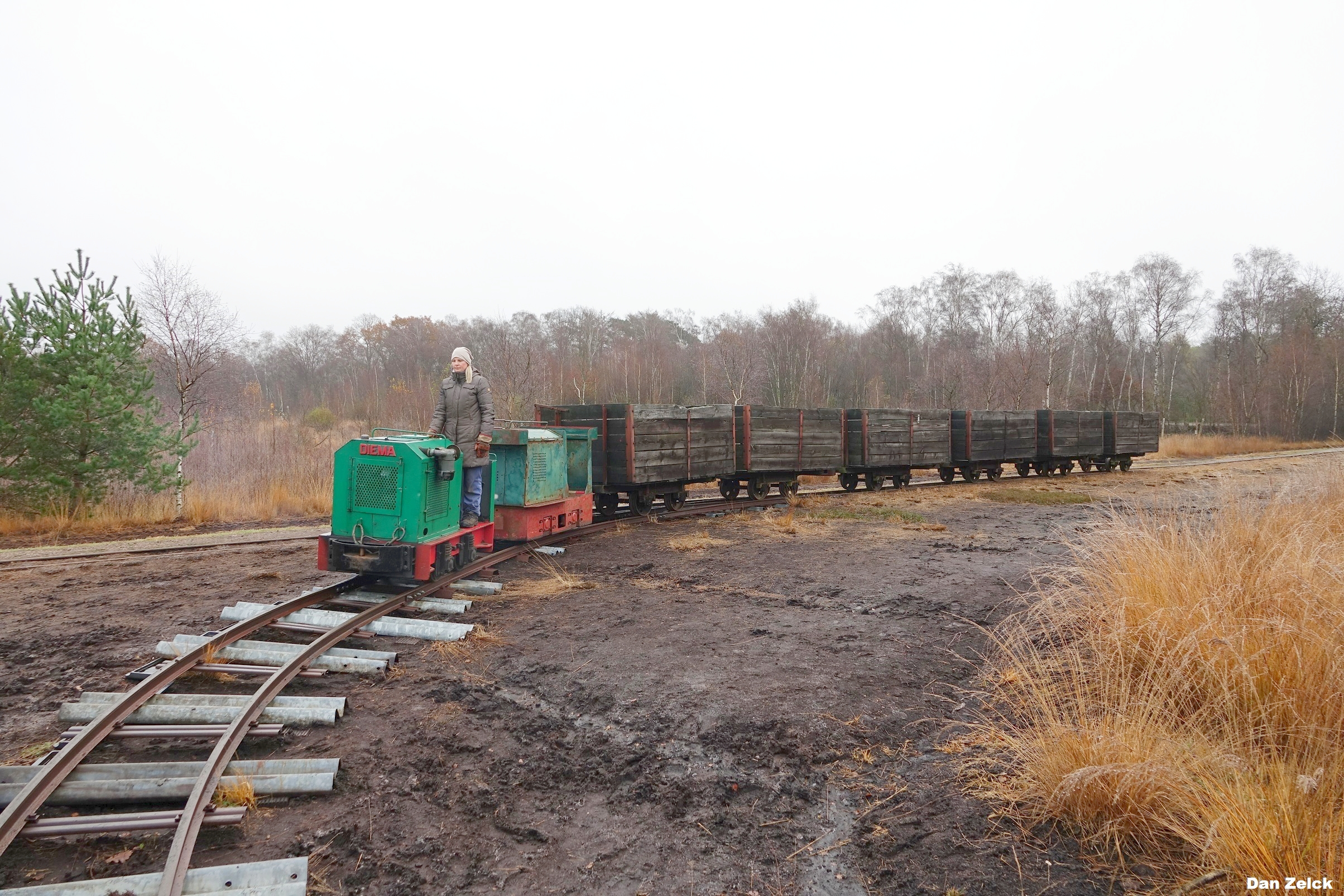
Ein historischer Torfbahnzug fährt auf einer typischen Torfbahntrasse durch das Himmelmoor im Jahr 2020

Im Dezember 2005 wurde der „Förderverein Himmelmoor“ gegründet und 2018 endete der Torfabbau endgültig.
Im Februar 2015 wurde durch Feldbahnfreunde der Verein Arbeitsgemeinschaft Torfbahn Himmelmoor e. V. gegründet. Der Verein erhält und betreibt die Torfbahn im Himmelmoor. 
Es wurden durch den Verein und durch seine Mitglieder viele Maschinen und Geräte des Torfabbaus übernommen.
Zudem werden durch die Arbeitsgemeinschaft Torfbahn Himmelmoor e. V. viele Naturschutz- und Entkusselungsarbeiten durchgeführt. 
In den Sommermonaten werden regelmäßig geführte Fahrten mit der Torfbahn angeboten. Auf dieser Fahrt erhalten die Mitfahrer Informationen zur Natur und Geschichte des Himmelmoores. 